# 查查波亞斯區

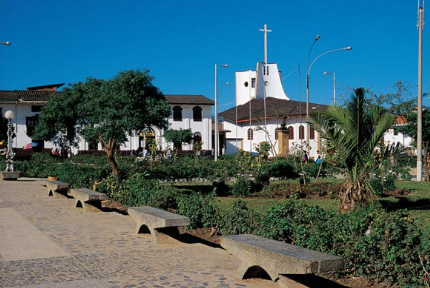

6°13′01″S 77°51′00″W / 6.21694°S 77.85000°W
查查波亞斯區（西班牙語：Distrito de Chachapoyas），是秘魯的一個區，位於該國北部亞馬遜大區的查查波亞斯省，面積153.8平方公里，海拔高度2,335米，2005年人口22,493，人口密度每平方公里150人。